# Daniel Micka
Pour les articles homonymes, voir Micka.
Daniel Micka, né le 22 avril 1963 à Prague (actuelle République tchèque), est un écrivain tchèque et traducteur depuis l'anglais et le français vers le tchèque.

## Biographie
Daniel Micka a publié ses histoires courtes dans un nombre de revues littéraires tchèques. La maison d'édition Petrov a publié deux recueils de ses nouvelles, un autre recueil a été publié par Dybbuk (d'abord comme un livre numérique). Certains de ses histoires courtes ont été traduites et publiées dans des revues littéraires et recueils de textes étrangers.
Il a entre autres traduit pour de la Télévision tchécoslovaque et la société Alfafilm.
En plus de l'écriture Daniel Micka traduit actuellement de l'anglais et le français pour divers éditeurs, notamment des livres sur la psychologie et la religion. Il travaille également comme un éditeur de l'édition. It vit à Prague.

## Œuvre

### Articles dans des revues
Daniel Micka publie ses histoires courtes individuellement dès 1992 dans les revues littéraires Tvar, Literární noviny, Vokno, Iniciály, Revolver Revue et autres.
Deux petits recueils d'histoires coutes ont été publiés dans l'edition TVARy (supplément de la revue Tvar):
- Strach z lidí (Peur des gens), édition TVARy, vol. 2, 1995, p. 1–32, dans Tvar, vol. 6, no 2, 26 janvier 1995
- Hledání člověka (La recherche de l'homme), édition TVARy, vol. 19, 2004, p. 1–32, dans Tvar, vol. 15, no 19, 18 novembre 2004  (ISSN 0862-657X)

### Livres
- Samou láskou člověka sníst (Manger l'homme de pur amour), Brno, Petrov, 1996, 118 p. (New Line; vol. 2)  (ISBN 80-85247-72-0)

– Collection de 23 histoires courtes qui expriment les sentiments d'un homme solitaire qui trouve le courage d'aller vers les gens, mais cherche en vain sa place dans la vie. Leur principal thème est la disparition et l'indifférence pour les autres et celles des autres vers l'individu.
- Strach z lidí (Peur des gens), Brno, Petrov, 2001, 200 p.  (ISBN 80-7227-097-4)

– Collection de 42 histoires courtes thématique diverses qui relie un sentiment de déracinement et d'errance, de confusion quant à la vie et les relations humaines, la peur d'autrui; le livre reflète inversement le précédente et st en fait sa continuation.
- Hledání člověka a sny o milování se s ním (La recherche de l'homme et rêver de faire l'amour avec lui), Praha, Dybbuk[3], 2011, 144 p.  (ISBN 978-80-7438-042-6)
  - Publiée sous forme de livre numérique avant la publication du livre révisée: Hledání člověka a sny o milování se s ním, Praha (e-book), Dybbuk, publié 01.11.2007 01:31, 134 p. (Beletrie; vol. 05)[4]

– Une autre série de réflexions en prose en forme d'histoires courtes qui se basent sur les histoires extraordinaires du narrateur, qui y apparaît dans un certain nombre de figures inhabituelles, mais toujours dans le même rôle. Témoignage littéraire existentiel de l'individu, qui dans la première partie des mini-histoires guide le lecteur à travers son monde fantastique, tout en témoignant de l'absurdité du monde réel. Dans la deuxième partie, Rêver de faire l'amour avec lui, est une collection de visions oniriques et les recoins secrets de l'âme de l'auteur – et du lecteur, qui se laisse complètement absorber par l'imaginaire et l'atmosphère du texte, attrayantes et terrifiantes en même temps.

### Textes dans des recueils
- « Exkurse », dans Radim Kopáč et Karolína Jirkalová (dir.), Antologie nové české literatury 1995–2004, Praha, Fra, 2004, p. 209–213  (ISBN 80-86603-22-9)

### Traductions en langues étrangères
- « Illusorinen murha » (Meurtre illusoire) [« Iluzorní vražda »] (finnois, trad. Eero Balk), dans Parnasso, vol. 44, no 3, septembre 1994, p. 322  (ISSN 0031-2320)[6]
- « Ystäväkauppa » (Magazin avec des amis) [« Krámek s přáteli »] (finnois, trad. Eero Balk), dans Bohemia, no 1, 2004  (ISSN 1456-9493)[7]
- « Verhalen : Adoptie; Ontsnapping; Zoenen van een egel in een kooi » (Histoires courtes) [« Povídky : Adopce; Útěk; Polibky ježka v kleci »] (néerlandais, trad. Herbert van Lynden), dans Tijdschrift voor Slavische Literatuur, no 48, décembre 2007, p. 36–47  (ISSN 0922-1182)[8]
- « Verhalen : Mijn terechtstelling; Kooi met bavianen; Kastanjes » (Histoires courtes) [« Povídky : Moje poprava; Klec s paviány; Kaštany »] (néerlandais, trad. Herbert van Lynden), dans Tijdschrift voor Slavische Literatuur, no 63, décembre 2012, p. 71–75  (ISSN 0922-1182) Accessible online
- « W poszukiwaniu człowieka » (La recherche de l'homme) [« Hledání člověka »] (polonais, trad. Barbara Kudaj), dans Czeskie Revue [online], 2005, Accessible online (archive) – trois histoires du recueil La recherche de l'homme (2004)[9].

### Emprunts et l'inspiration
- Stanislav Zajíček a écrit une pièce de théâtre originale sur la base des histoires courtes de Micka, Koťátka a tyrani (Les chatons et les tyrans), et l'a mise en scène avec l'ensemble de théâtre étudiant Paria auprès du lycée Gymnázium Matyáše Lercha (GML) à Brno. Après la première le 19 novembre 2002 dans GML l'ensemble a participé à deux revues de théâtre[10].

- Jan Antonín Pitínský a utilité des fragments de textes de Micka dans la deuxième partue de sa pièce de théâtre Bluesmeni (Bluesmen) (selon l'anthologie fictive Blues 1890–1940 de Michal Šanda), qu'il a mise en scène avec le Divadlo Petra Bezruče de Ostrava. Après la première le 11 novembre 2011 sur la scène de Divadlo loutek elle fait partie de sa programmation jusqu'au 15 novembre 2012[11],[12].

## Traduction

### Traduction de le français
- Boris Cyrulnik, Když si dítě sáhne na život [« Quand un enfant se donne « la mort » »], Praha, Stanislav Juhaňák–Triton, 2020  (ISBN 978-80-7553-788-1)
- Boris Cyrulnik, V noci jsem psal o slunci : psaní jako prostředek terapie [« La nuit, j'écrirai des soleils »], Praha, Stanislav Juhaňák–Triton, 2020  (ISBN 978-80-7553-819-2)
- Michel Girouille, Psi ve službách člověka : Policejní psi na drogy, výbušniny, katastrofy [« Des chiens au service des hommes : Les brigades canines : Drogue, explosifs, catastrophes »], Praha, Naše vojsko, 2024  (ISBN 978-80-206-2025-5)

### Traduction de l‘anglais
- Stuart Wilde, Kormidluj svůj člun [« Affirmations »], Praha, Erika et Petra, 1994  (ISBN 80-85612-78-X)
- Norman Vincent Peale, Síla pozitivního žití [« The Power of Positive Living »], Praha, Pragma et Knižní klub, 1996  (ISBN 80-7176-450-7 et 80-7205-059-1)
- Stephen Baker, Jak žít s neurotickou kočkou (Comment vivre avec un chat névrotique) [« How to Live with a Neurotic Cat »], Praha, Pragma, 1997  (ISBN 80-7205-385-X)
- Henryk Skolimowski, Účastná mysl : nová teorie poznání a vesmíru [« The Participatory Mind : A New Theory of Knowledge and of the Universe »], Praha, Mladá fronta, 2001  (ISBN 80-204-0918-1)
- John N. Gray, Dvě tváře liberalismu [« Two Faces of Liberalism »], Praha, Mladá fronta, 2004  (ISBN 80-204-0992-0)
- Daniel A. Helminiak, Ježíš Kristus : kým byl/je doopravdy [« The Same Jesus : A Contemporary Christology »], Praha, Práh, 2004  (ISBN 80-7252-105-5)
- Gerald G. Jampolsky, Léčivá moc lásky : sedm principů atitudálního léčení [« Teach Only Love : The Seven Principles of Attitudinal Healing »], Praha, Pragma, 2004  (ISBN 80-7205-145-8)
- Gregory L. White et Paul E. Mullen, Žárlivost : teorie, výzkum a klinické strategie [« Jealousy : Theory, Research, and Clinical Strategies »], Praha, Triton, 2006  (ISBN 80-7254-708-9)
- Daniel A. Helminiak[13], Co vlastně Bible říká o homosexualitě? (Ce que la Bible dit vraiment de l'homosexualité) [« What the Bible Really Says About Homosexuality »], Brno, Centrum pro studium demokracie a kultury (CDK), 2007  (ISBN 978-80-7325-122-2)
- Jeffrey Moussaieff Masson, Útok na pravdu : Freudovo potlačení teorie svádění (Le Réel escamoté : le renoncement de Freud à la théorie de la séduction) [« The Assault on Truth : Freud's Suppression of the Seduction Theory »], Praha, Mladá fronta, 2007  (ISBN 978-80-204-1640-7)
- Samuel Slipp, Freudovská mystika : Freud, ženy a feminismus [« The Freudian Mystique : Freud, Women, and Feminism »], Praha, Triton, 2007  (ISBN 978-80-7254-891-0)
- Larry Wolff, Týrání a zneužívání dětí ve Vídni v době Freuda (korespondenční lístky z konce světa) [« Child Abuse in Freud's Vienna : Postcards from the End of the World »], Praha, Triton, 2007  (ISBN 978-80-7254-869-9)
- Alice Domurat Dreger, Hermafroditi a medicínská konstrukce pohlaví [« Hermaphrodites and the Medical Invention of Sex »], Praha, Triton, 2009  (ISBN 978-80-7387-040-9)
- Chandak Sengoopta, Otto Weininger : sexualita a věda v císařské Vídni [« Otto Weininger : Sex, Science, and Self in Imperial Vienna »], Praha, Academia, 2009  (ISBN 978-80-200-1753-6)
- Howard I. Kushner, Tourettův syndrom [« A Cursing Brain? : The Histories of Tourette Syndrome »], Praha, Triton, 2011  (ISBN 978-80-7387-471-1)
- Ian Buruma, Krocení bohů : Náboženství a demokracie na třech kontinentech (Apprivoiser les Dieux : religion et démocratie sur trois continents) [« Taming the Gods : Religion and Democracy on Three Continents »], Praha, Academia, 2012  (ISBN 978-80-200-2040-6)
- David Benatar, Nebýt či být : O utrpení, které přináší příchod na tento svět (Mieux vaut ne jamais être venus au monde : le mal de l’existence) [« Better Never to Have Been : The Harm of Coming into Existence »], Praha, Dybbuk, 2013  (ISBN 978-80-7438-085-3)
- Yosef Hayim Yerushalmi, Freudův Mojžíš : Judaismus konečný a nekonečný (Le Moïse de Freud, Judaïsme terminable et interminable) [« Freud's Moses : Judaism Terminable and Interminable »], Praha, Academia, 2015  (ISBN 978-80-200-2501-2)
- Jeffrey M. Smith, Doba jedová 5 : Geneticky modifikované potraviny (La Roulette génétique : la vérité sur les OGM) [« Genetic Roulette : The Documented Health Risks of Genetically Engineered Foods »], Praha, Stanislav Juhaňák–Triton, 2015  (ISBN 978-80-7387-924-2)
- Dambisa Moyo, Kterak Západ zbloudil : 50 let ekonomického bláznovství – a neúprosná rozhodnutí, která nás čekají [« How the West Was Lost : Fifty Years of Economic Folly – And the Stark Choices that Lie Ahead »], Praha, Academia, 2015  (ISBN 978-80-200-2500-5)
- Christopher Lasch, Kultura narcismu : Americký život ve věku snižujících se očekávání (La Culture du narcissisme : La vie américaine à un âge de déclin des espérances) [« The Culture of Narcissism : American Life in an Age of Diminishing Expectations »], Praha, Stanislav Juhaňák–Triton, 2016  (ISBN 978-80-7553-000-4)
- Anita Phillips, Obrana masochismu [« A Defence of Masochism »], Praha, Volvox Globator, 2016  (ISBN 978-80-7511-298-9)
- Mark Wolynn, Trauma : nechtěné dědictví : jak nás formuje zděděné rodinné trauma a jak je překonat [« It Didn't Start with You : How Inherited Family Trauma Shapes Who We Are and How to End the Cycle »], Praha, Stanislav Juhaňák–Triton, 2017  (ISBN 978-80-7553-129-2)
- Harriet A. Washington, Doba jedová 8 : Infekční šílenství : Vakcíny, antibiotika, autismus, schizofrenie, viry [« Infectious madness : The Surprising Science of How We "Catch" Mental Illness »], Praha, Stanislav Juhaňák–Triton, 2017  (ISBN 978-80-7553-343-2)
- Ty M. Bollinger, Pravda o rakovině : Vše, co potřebujete vědět o historii, léčbě a prevenci této zákeřné nemoci (Toute la vérité sur le cancer : Ce que vous devez savoir sur la prévention, le diagnostic et tous les traitements complémentaires et naturels qui ont fait leurs preuves) [« The Truth about Cancer : What You Need to Know about Cancer's History, Treatment, and Prevention »], Praha, Dobrovský s.r.o./Omega, 2017  (ISBN 978-80-7390-592-7)
- David Bakan, Sigmund Freud a židovská mystická tradice (Freud et la tradition mystique juive) [« Sigmund Freud and the Jewish Mystical Tradition »], Praha, Volvox Globator, 2017  (ISBN 978-80-7511-363-4)
- Dan Allender, Léčba zraněného srdce : Bolest ze sexuálního zneužití a naděje na proměnu (Enfance déchirée. Espoir pour les victimes d'abus sexuel durant l'enfance) [« Healing the Wounded Heart : The Heartache of Sexual Abuse and the Hope of Transformation »], Praha, Stanislav Juhaňák–Triton, 2018  (ISBN 978-80-7553-518-4)
- Nancy L. Mace et Peter V. Rabins, Alzheimer : Rodinný průvodce péčí o nemocné s Alzheimerovou chorobou a jinými demencemi (Le 36-Hour Day: un guide familial sur les soins aux personnes atteintes de la maladie d'Alzheimer, de démences apparentées et de pertes de mémoire) [« The 36-Hour Day: A Family Guide to Caring for People Who Have Alzheimer Disease, Other Dementias, and Memory Loss »], Praha, Stanislav Juhaňák–Triton, 2018  (ISBN 978-80-7553-583-2)
- Anne Rooney, Příběh psychologie : Od duchů k psychoterapii: naše mysl v průběhu věků [« The Story of Psychology : From Spirits to Psychotherapy: Tracing the Mind Through the Ages »], Praha, Dobrovský s.r.o./Omega, 2018  (ISBN 978-80-7390-889-8)
- Gina Perry, Ztracení chlapci : Kontroverzní psychologický experiment Muzafera Sherifa ve Státním parku Robbers Cave [« The Lost Boys : Inside Muzafer Sherif's Robbers Cave Experiment »], Praha, Stanislav Juhaňák–Triton, 2019  (ISBN 978-80-7553-667-9)
- Ronald Dworkin, Náboženství bez Boha (Religion sans Dieu) [« Religion Without God »], Praha, Dybbuk, 2021  (ISBN 978-80-7438-263-5)
- David Cohen, Freud na koksu (Freud sous coke) [« Freud on Coke »], Praha, Malvern, 2022  (ISBN 978-80-7530-365-3)

### Récompenses et nominations
- Traduction de livre de Chandak Sengoopta Otto Weininger, la sexualité et de la science dans la Vienne impériale a été nommé pour le prix d'éditeur Academia pour traduction scientifique et non-romanesque pour l'année 2009 (2. année)[14].